# 金堂文武廟
金堂文武廟（城廂文武廟、即金堂縣文武廟）位於四川省成都市青白江區，文物遺址年代判定為清。2012年7月16日公佈為第八批四川省文物保護單位。

## 簡介[2]
城廂文武廟（即金堂縣文武廟）分別位於四川省成都市青白江區城廂鎮（金堂縣老縣城）槐樹街社區下北街城廂糧站和大東街113號（現城廂中學內）。
- 文廟始建於宋嘉祐初年（1056），宋末被毀。明洪武元年（1368）重建。崇禎末又毀於兵爽，僅殘存小部分。清康熙初由金堂縣令董煜再建，清乾隆三十六年（1771）重建。後經多次培修、增修，構成龐大古建築群。文廟坐西北朝東南，以大成殿為中心，以中軸線對稱佈局，現存前殿（戟門）、大成殿、後殿（崇聖祠），原有兩廡已毀，部分牆基和磉礅殘存。現存文廟占地面積22514平方公尺，總建築面積806.25平方公尺。
- 武廟始建於明代，清乾隆六年（1741）重侈，清嘉慶九年（1804），金堂縣令謝惟杰將其從文昌宮遷建於東街。遷建後的武廟為三進院落：一進是前院，有較門、儀門，二進院落由儀門到正殿，三進院落由正殿和倒座房構成，後院則為月臺東西廂房和正殿構成。武廟以前殿和正殿為中軸線對稱佈局，存有前殿、正殿、東、西廂房，城廂武廟占地面積1458.05平方公尺，建築面積1221.84平方公尺。

金堂文武廟建築大氣巍峨，雕刻構件精美，保留了清代的建築風格和工藝，具有較高的藝術價值，為研究成都地區明清古建築提供了重要依據。1981年，城廂文武廟被成都市人民政府公佈為市級文物保護單位。